# آلن هیلز، ساسکاچوان
تپه الان، ساسکاتچیوان (به انگلیسی: Allan Hills, Saskatchewan) یک منطقهٔ مسکونی در کانادا است که در ساسکاچوان واقع شده‌است.

## خصوصیات
تپه الان ۰٫۰۰ کیلومترمربع مساحت و ۰ نفر جمعیت دارد.